# Соглашения Рума — Ван Ройена
Соглашения Рума — Ван Ройена (индон. Perjanjian Roem-Van Roijen, нидерл. Van Roijen-Roem-verklaring) — два соглашения, заключённых в мае-июне 1949 года между представлявшим Республику Индонезия Мохаммадом Румом и представлявшим Нидерланды министром иностранных дел Херманом ван Ройеном.

## Предыстория
В январе 1948 года было подписано Ренвильское соглашение, предусматривавшее создание независимого индонезийского государства. Однако в 1948 году Нидерланды, решив воспользоваться внутренними индонезийскими неурядицами, попытались решить дело силой и возобновили войну. После того, как эта попытка провалилась, началась подготовка к мирному решению вопроса.

## Соглашения

### Соглашение 7 мая 1949 года
Стороны согласились на следующее:
- Силы Республики Индонезия прекращают всякую партизанскую деятельность.
- Правительство Республики Индонезия соглашается на участие в будущей Конференции круглого стола в Гааге.
- Джокьякарта возвращается Республике Индонезия
- Нидерландские вооружённые силы прекращают все военные действия и освобождают военнопленных.

### Соглашение 22 июня 1949 года
22 мая 1949 года начался второй раунд переговоров. По их итогам стороны согласились на следующее:
- В соответствии с Ренвильским соглашением Индонезии будет передан полный и неограниченный суверенитет.
- На базе добровольного и равного партнёрства будет создана уния между Нидерландами и Индонезией.
- Будет заключено соглашение относительно передачи Индонезии от Нидерландской Ост-Индии прав, полномочий и обязательств.

## Итоги и последствия
6 июля Сукарно и Мохаммад Хатта вернулись в Джокьякарту. 13 июля кабинет Хатты ратифицировал соглашения Рума — Ван Ройена. 3 августа было подписано индонезийско-нидерландское соглашение о прекращении огня, которое 11 августа вступило в силу на Яве, а 15 августа — на Суматре. 23 августа началась Гаагская конференция круглого стола.